# Francis James Child
Francis James Child (1 februari 1825 – 11 september 1896) var en litteraturhistoriker från USA.
Child var professor vid Harvard University. Han införde ett banbrytande arbete inom den brittiska folkviseforskningen och samlade och utgav folkvisesamlingen The English and Scottish Popular Ballads (10 band, 1882-98, ny upplaga 1905), som omfattade 305 Child Ballads, som de numera kallas. Child framträdde även som poet med diktsamlingen Poems of comfort and sorrow (1865).